# Tetraleurodes bireflexa
Tetraleurodes bireflexa là một loài côn trùng cánh nửa trong họ Aleyrodidae, phân họ Aleyrodinae.
Tetraleurodes bireflexa được Nakahara miêu tả khoa học đầu tiên năm 1995.